# Convento de San José (Gerona)
El convento de San José es un edificio de la ciudad de Gerona, en España. Antiguo convento de la orden de los Carmelitas Descalzos, actualmente es la sede del Archivo Histórico de Gerona.

## Descripción
El convento de San José fue promovido por la orden de los Carmelitas Descalzos al instalarse en Gerona en el año 1591. El edificio conventual fue construido en la actual plaza de Sant Josep y no se finalizó hasta el año 1631. Su construcción siguió los cánones arquitectónicos y organizativos de la orden. El conjunto desprende una gran austeridad y el claustro mantiene características del arte renacentista y del barroco más sencillo.

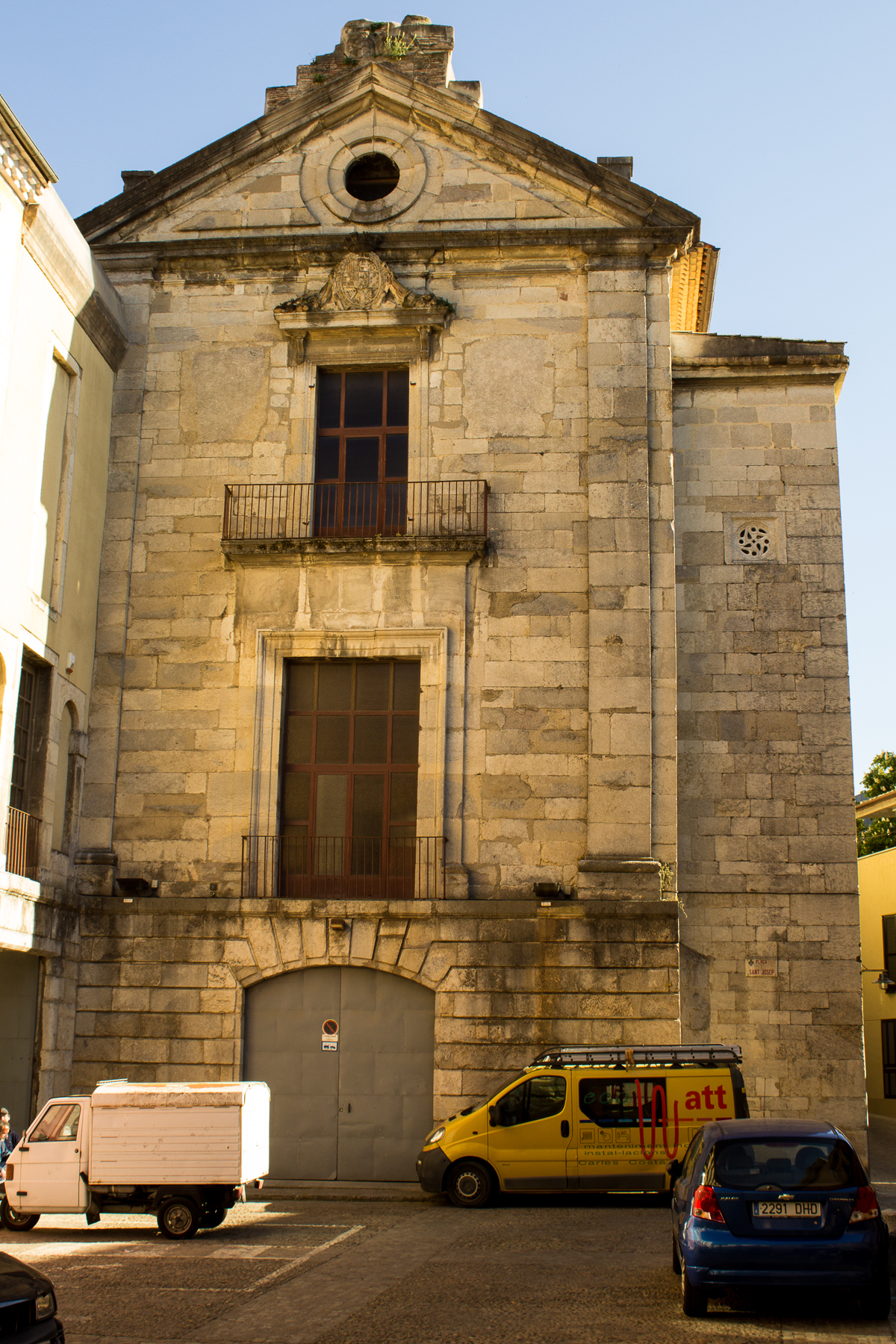
Fachada norte de la iglesia del antiguo convento de San José, en Gerona

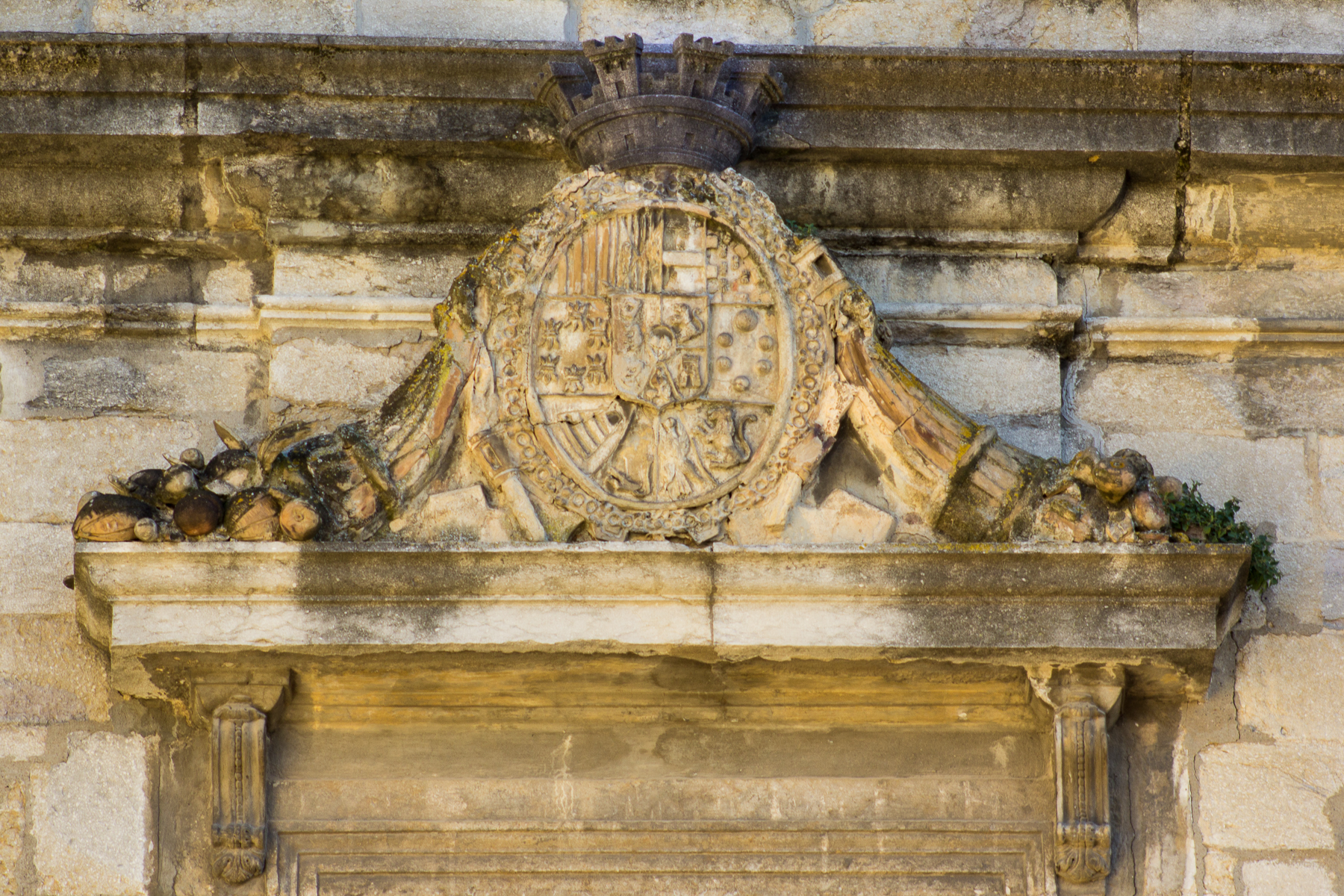
Escudo Real en la fachada de la iglesia del antiguo convento de San José (Gerona)

La iglesia, finalizada en el año 1631, estaba situada en la primera planta y se accedía a ella mediante una escalinata exterior que marcaba la fachada Norte y daba entrada a la puerta de la iglesia, la cual se abría donde ahora se encuentra el balcón principal del edificio. 
La iglesia tiene una longitud de 26,20 metros y una anchura de unos siete metros. En el interior tenía la cúpula acostumbrada de la Orden, en el cruce de las naves con el crucero. Había tres capillas laterales en cada lado con retablos de estilo barroco. El pavimento ocultaba sepulturas. La fachada oriental de la iglesia comunica con el claustro.

## La comunidad
La Orden de los Carmelitas Descalzos fue el resultado de la reforma de la Orden Carmelita por Teresa de Ávila a partir del año 1562. La congregación española se conoce también como Orden de San José, lo que explica la advocación del convento. Y, por otra parte, la reforma fue protegida por la Corona Española, en aquel momento ostentada por Felipe II. Por ello la fachada de la iglesia muestra el escudo real cuyo diseño, no obstante, correspondería al de rey Carlos III de España, posterior a la construcción de la iglesia.
La comunidad estaba formada por 24 religiosos (siglo XVII) y por 17 religiosos en el momento de la exclaustración.

## Exclaustración y usos posteriores
La exclaustración tuvo lugar el 7 de agosto de 1835, en el marco de los motines anticlericales de ese año y una vez que el Gobernador Militar comunicó a los superiores de las diversas órdenes instaladas en Gerona que no estaba en disposición de garantizarles la protección. Después de la exclaustración el convento e iglesia de San José fueron utilizados para diversos fines. Así, por ejemplo, a causa de la inundación ocurrida el 19 de septiembre de 1843 y los daños que causó en la Iglesia de San Pedro de Galligants, se trasladaron a esta iglesia los altares de San José. El Museo Diocesano conserva una imagen de la Virgen del Carmen procedente de San Pedro de Galligants, que sería probablemente de los Carmelitas.
El 22 de octubre de 1843 el convento estaba ocupado por las oficinas de Rentas, almacén de decomisos y productos estancados (tabaco, sal,...) y oficina del Gobierno Militar. Las obras para destinar el edificio a oficinas de Hacienda se ejecutaron en 1861. Fue probablemente en este tiempo cuando se derribó la escalinata exterior. En el año 1979 estas oficinas fueron trasladadas y se adecuó el espacio para albergar el Archivo Histórico de Girona, que depende del Ministerio de Cultura pero está gestionado por la Generalidad de Cataluña.